# Principedwergooruil
De principedwergooruil (Otus bikegila) is een vogelsoort uit de familie van de strigidae (uilen). Deze uil werd in 2022 door de Portugese bioloog Martim Melo (en anderen) beschreven. Het is een endemische vogelsoort van het eiland Principe, een eiland van Sao Tomé en Principe. De wetenschappelijke naam is een eerbetoon aan boswachter Ceciliano do Bom Jesus die de uil op 29 mei 2017 ontdekte, zijn bijnaam is "Bikegila".

## Kenmerken
De roep klinkt als een herhaald "tuu", vergelijkbaar met het geluid van bepaalde insecten. De vogels beginnen te roepen zodra het donker wordt.

## Verspreiding en leefgebied
Deze soort is endemisch op het eiland Principe (Sao Tomé en Principe) en komt alleen voor in de ongerepte bossen van het onbewoonde deel van het eiland.

## Status
De principedwergooruil heeft een zeer klein verspreidingsgebied. De onderzoekers hebben aan de IUCN gevraagd om de soort als "ernstig bedreigd" te classificeren.